# Georg Leisek
Georg Leisek (30. června 1869 Vídeň – 15. března 1936 Maria-Lanzendorf) byl rakouský sochař. Některé jeho práce se uplatnily i na budovách a pomnících v Čechách.

## Život

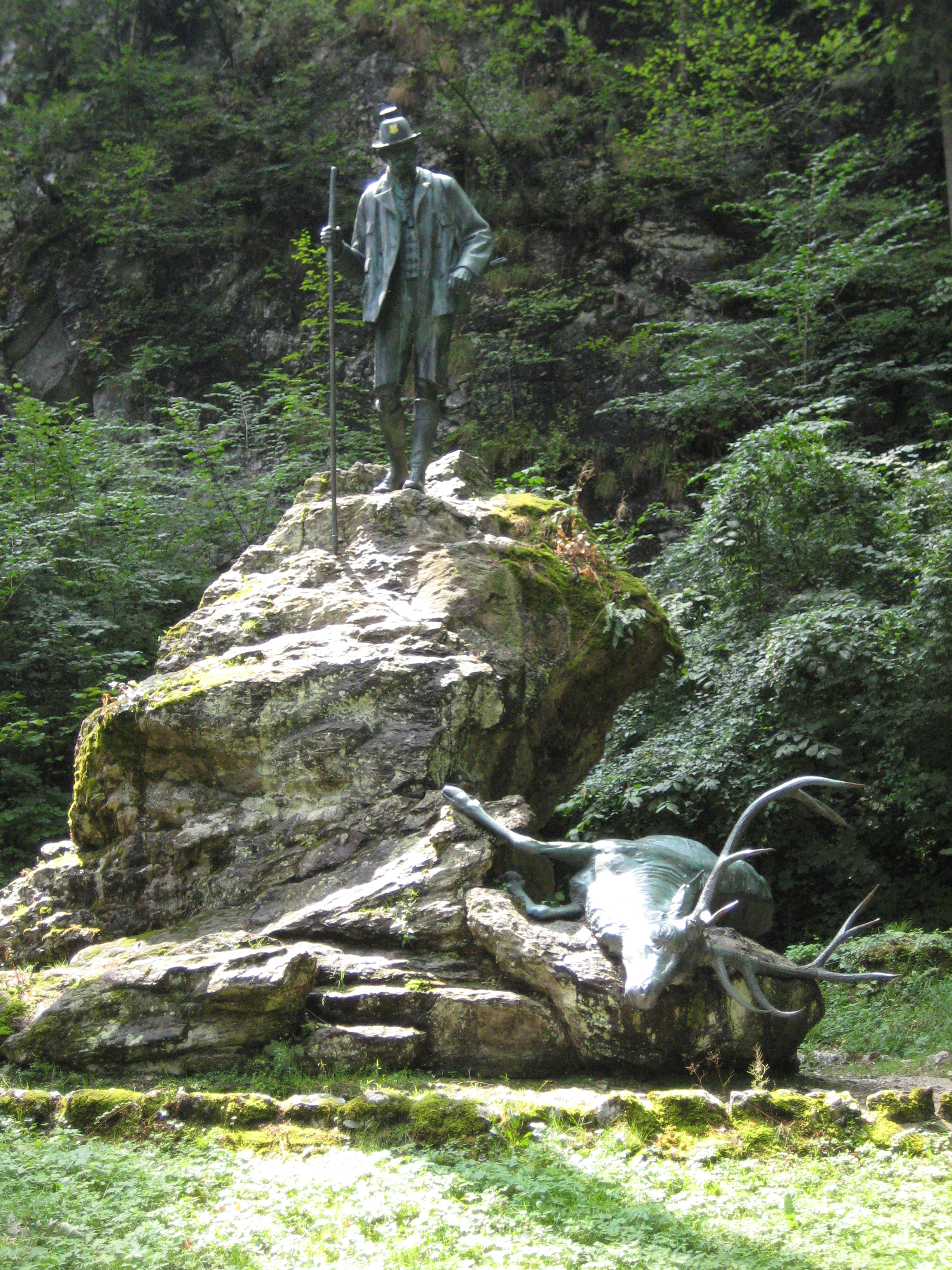
Lovecká socha, Bad Ischl

Byl synem medailéra Friedricha Leiseka (1839–1914). Sochařství studoval na Akademii výtvarných umění ve Vídni v letech 1888–1895 u Caspara von Zumbusch a Edmunda Hellmera. Na začátku své umělecké dráhy pracoval u sochařů Rudolfa Weyra a Arthura Strassera, v roce 1898 se osamostatnil. V roce 1903 se stal členem vídeňské společnosti Künstlerhaus, nejstaršího sdružení umělců v Rakousku.

## Dílo (výběr)
- busta Christiana Dopplera na arkádovém dvoře Vídeňské univerzity (1901)
- pomník Friedricha Schillera v Černovicích na Ukrajině
- reliéf „Vyhoštění z ráje“ ve vestibulu hřbitovního kostela sv. Karla Boromejského na vídeňském ústředním hřbitově
- monumentální postavy na průčelí vídeňského divadla Bürgertheater (1905)
- reliéf „Kristus přijímá zemřelé“ na hlavním portálu vídeňského ústředního hřbitova (1906, společně s Anselmem Zinslerem)
- památník císaře Františka Josefa, až v roce 1936 instalovaný na klinice Semmelweis ve Vídni (1910)
- lovecká socha císaře Františka Josefa k jeho 80. narozeninám v lázních Bad Ischl (1910)
- sochy na druhých lázních Dianabad ve Vídni (1914/1915)
- portrétní busta arcivévody Františka Ferdinanda, Vojenské historické muzeum Vídeň (před rokem 1918)
- památník Friedricha Ludwiga Jahna v Leopoldsbergu (1928)

#### Realizace v Čechách
- alegorické sousoší Austrie s Průmyslem a Zemědělstvím, tympanon nad nárožím Okresního domu v Českých Budějovicích (1901)[1]
- pomník Josefa II. v Hostinném (1906)
- portrétní reliéf císaře Josefa II. na jeho pomníku v Žacléři na Rýchorském náměstí (1908)